# Edith Atwater
Edith Atwater (Chicago, Illinois; 22 de abril de 1911-Los Ángeles, California; 14 de marzo de 1986) fue una actriz estadounidense.
Hizo su debut en los teatros de Broadway en 1933. En 1939 protagonizó la obra The Man Who Came to Dinner. 
Su carrera en el cine incluye papeles en The Body Snatcher (1945), Sweet Smell of Success (1957), It Happened at the World's Fair (1963), Strait-Jacket (1964), Strange Bedfellows (1965), True Grit (1969), The Love Machine (1971), Die Sister, Die! (1972), Stand Up and Be Counted (1972), Mackintosh and T.J. (1975) y Family Plot (1976).  
De 1964 a 1965, Atwater apareció en algunos episodios de la serie Peyton Place (basada en la novela de Grace Metalious) en el rol de Grace Morton, esposa del Dr. Robert Morton, interpretado por su esposo en la vida real, Kent Smith. Durante los años 1966 y 1967 apareció en la serie Love on a Rooftop. También realizó actuaciones en series como The Rockford Files, Hazel y Knots Landing.
Atwater estuvo casada con el actor Hugh Marlowe de 1941 a 1946. También estuvo casada con el actor Kent Smith de 1962 hasta la muerte de Kent en 1985, un año antes del fallecimiento de Edith en 1986. No tuvieron ningún hijo.